# Sots Feréstecs
Els Sots Feréstecs és un sot, o vall estreta i feréstega, del terme municipal del Figueró, a la comarca del Vallès Oriental. Pertany al territori del poble rural de Montmany de Puiggraciós.
És a l'extrem central-occidental, tant del terme municipal, com del poble de Montmany de Puiggraciós. El forma el torrent de Maries, entre el poble de Montmany de Puiggraciós i Gallicant. Recorre el vessant nord dels Sots Feréstecs la carretera BV-1489.
Centren aquests sots per un cantó l'església de Sant Pau de Montmany i la masia de l'Ullar, i per l'altre la masia de Ca n'Oliveres.
Està ambientada en aquest paratge la novel·la Els Sots Feréstecs, de Raimon Casellas.